# Basset leonado de Bretaña
El Basset Leonado de Bretaña es un perro de caza de tipo sabueso y tamaño medio originario de la Bretaña francesa y descendiente del Grifón leonado de Bretaña.

## Aspecto y temperamento
Suelen tener buen carácter no llegando a ser agresivos con las personas

## Uso
Los ejemplares, de gran capacidad olfativa cazan en jaurías. Tras encontrar el rastro de la presa empiezan a perseguirla mientras van ladrando para avisar a los cazadores de su paradero, pero cuando consiguen alcanzar a la presa pueden llegar a matarla.